# John Tenniel
John Tenniel (Londres, 28 de fevereiro de 1820 - Londres, 25 de fevereiro de 1914) foi um ilustrador e cartunista político inglês. Seu trabalho mais reconhecido são as ilustrações para as obras de Lewis Carroll, Alice no País das Maravilhas e Through the Looking Glass.

## Ilustrações de livros
Uma lista selecionada:
Por Tenniel
- Juvenile Verse and Picture Book (1846)[2]
- Undine (1846)
- Aesop's Fables (1848)[2]
- Blair's Grave (1858)
- Shirley Brooks' The Gordian Knot (1860)
- Shirley Brooks' The Silver Cord (1861)[2]
- Moore's Lalla Rookh (1861), 69 drawings[2]
- Lewis Carroll's Alice's Adventures in Wonderland (1866)
- The Mirage of Life (1867)[2]
- Lewis Carroll's Through the Looking-Glass (1870)
- Lewis Carroll's The Nursery "Alice" (1890)

Colaborações de Tenniel:
- Thomas Ingoldsby's The Ingoldsby Legends[2]
- Pollok's Course of Time (1857)
- The Poets of the Nineteenth Century (1858)[3]
- Edgar Allan Poe's "The Raven," in The Poetical Works of Edgar Allan Poe (1858)[2]
- Home Affections (1858)[4]
- Cholmondeley Pennell's Puck on Pegasus (1863)[5]
- The Arabian Nights (1863)
- L. B. White, English Sacred Poetry of the Olden Time (1864)[2]
- Legends and Lyrics (1865)[2]
- Martin Farquhar Tupper's Proverbial Philosophy
- Barry Cornwall's Dramatic Scenes: With other poems (1857)[6]

## Galeria

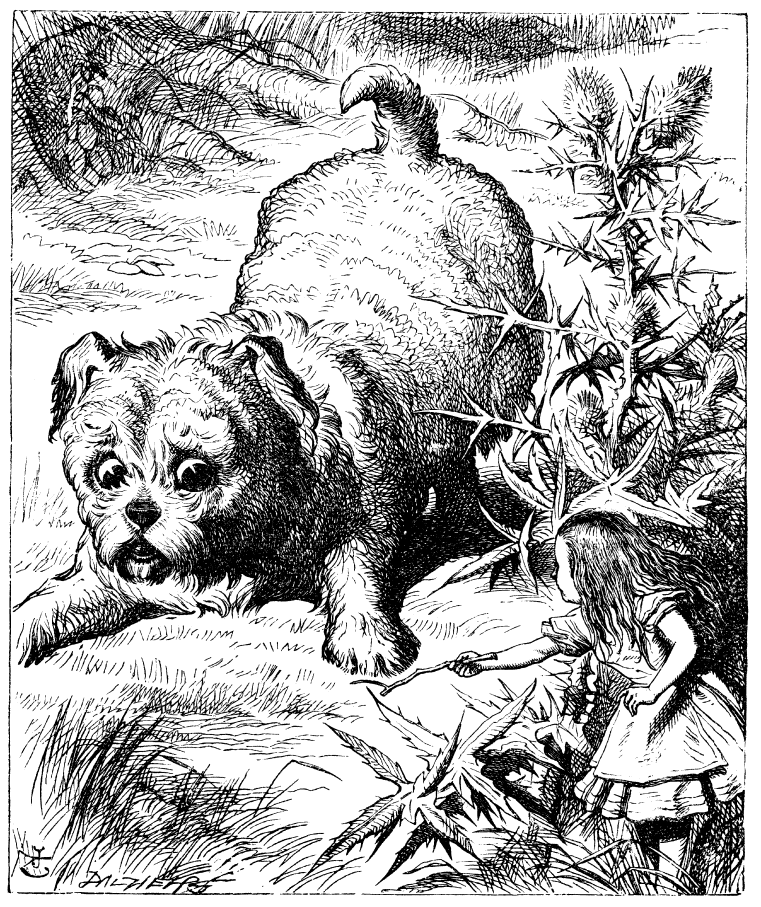
Alice brincando com o cachorrinho
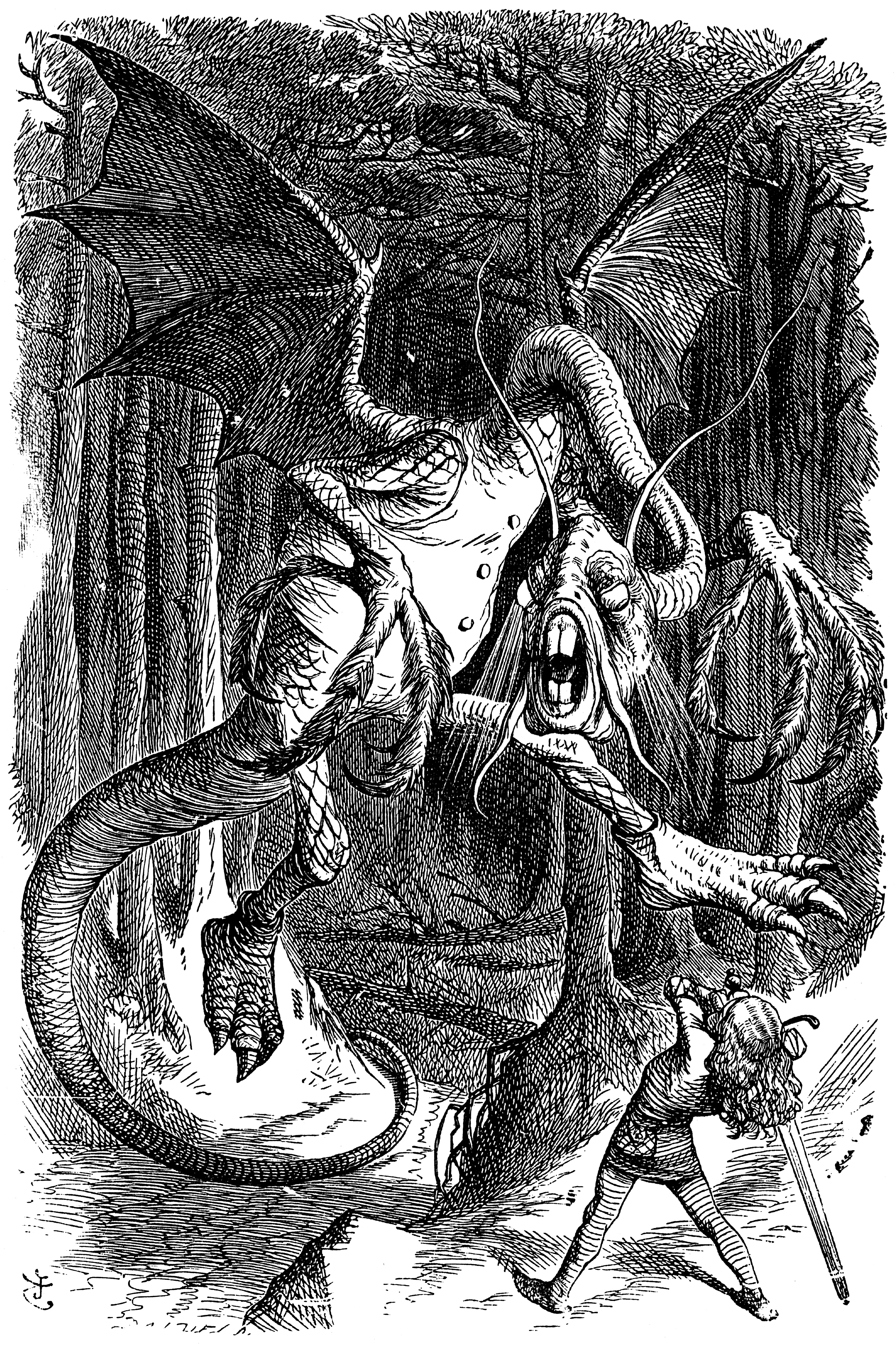
O Jabberwock , como ilustrado por John Tenniel para obra de Lewis Carroll - Through the Looking-Glass, incluindo o poema "Jabberwocky"
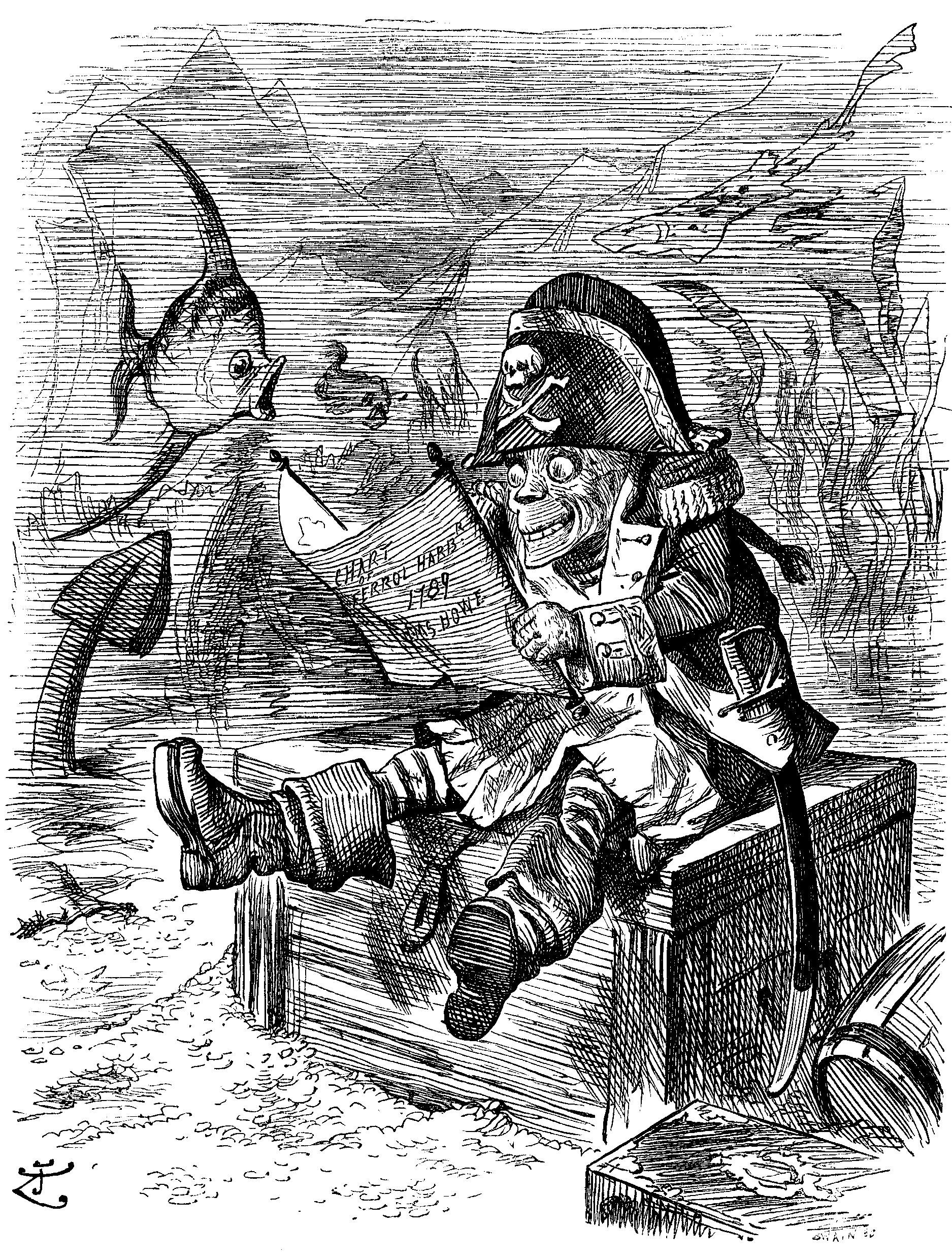
Davy Jones' Locker, desenho animado de Punch de 1892
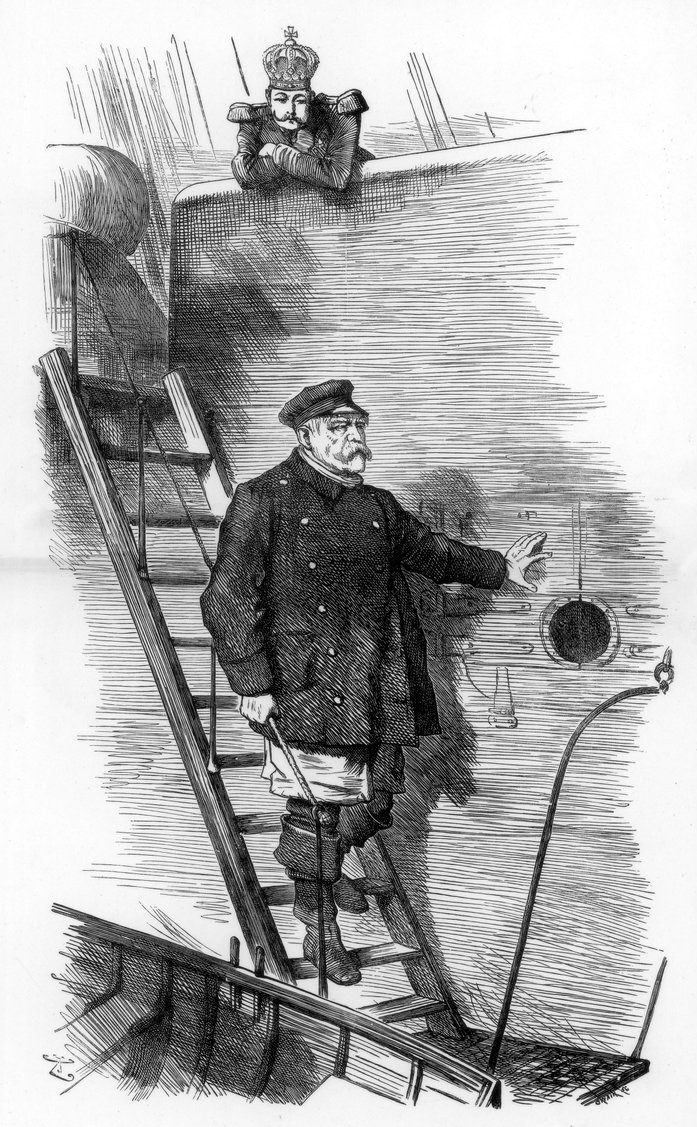
Dropping the Pilot, 1890 Punch cartoon comentando sobre a demissão de Otto von Bismarck
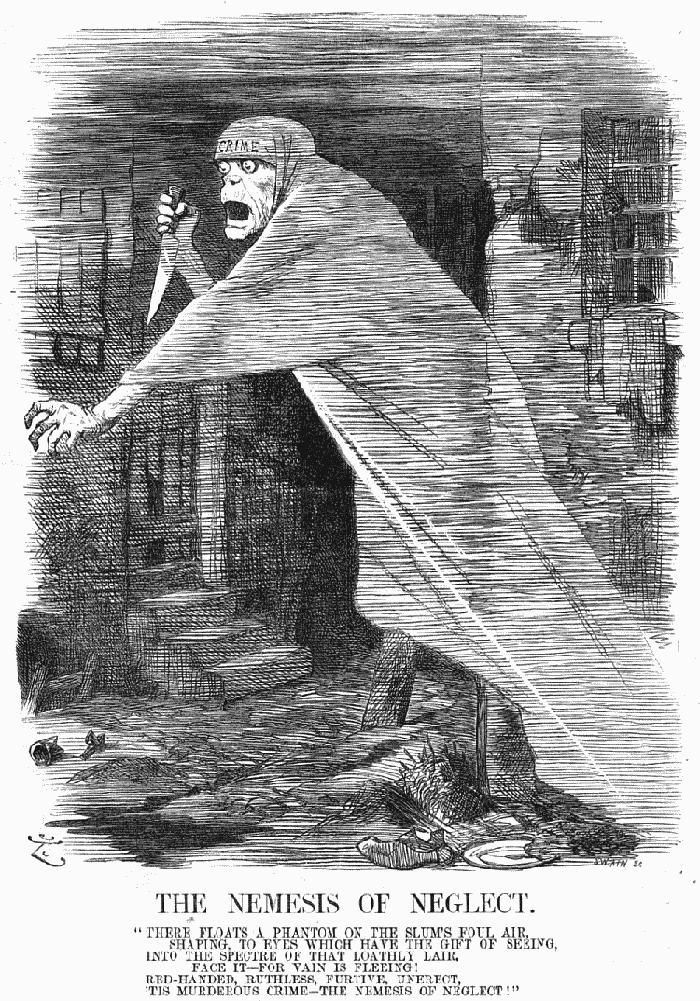
The Nemesis of Neglect, 1888 Punch cartoon comentando sobre os assassinatos de Jack, o Estripador
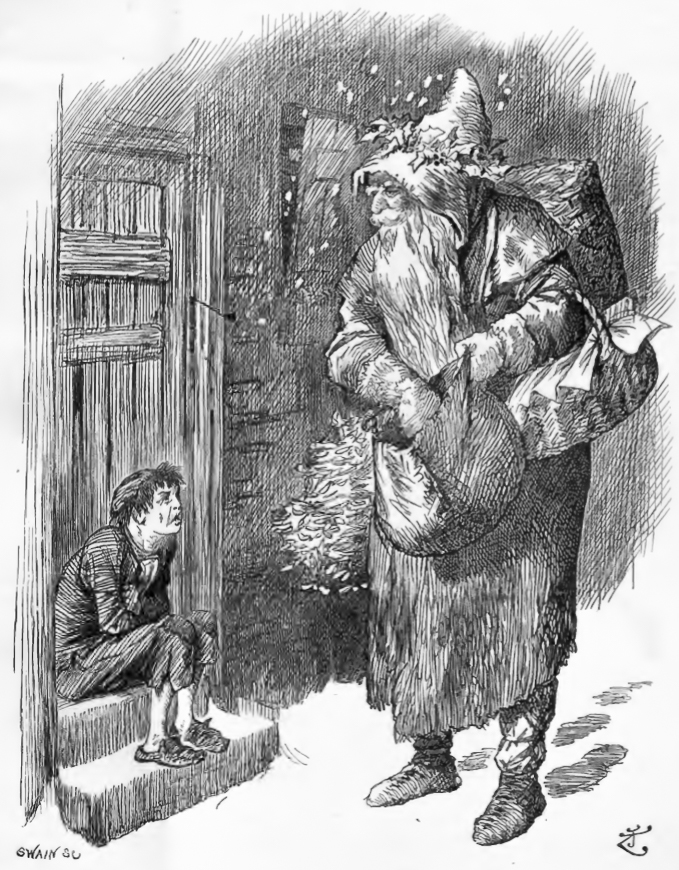
A Christmas Puzzle, (Pai Natal: "Agora, meu homenzinho, onde está sua meia?") Punch, 1895